# Carpinus polyneura
Carpinus polyneura är en björkväxtart som beskrevs av Adrien René Franchet. Carpinus polyneura ingår i släktet avenbokar, och familjen björkväxter.

## Underarter
Arten delas in i följande underarter:
- C. p. polyneura
- C. p. sunpanensis
- C. p. tsunyihensis